# Шхуна

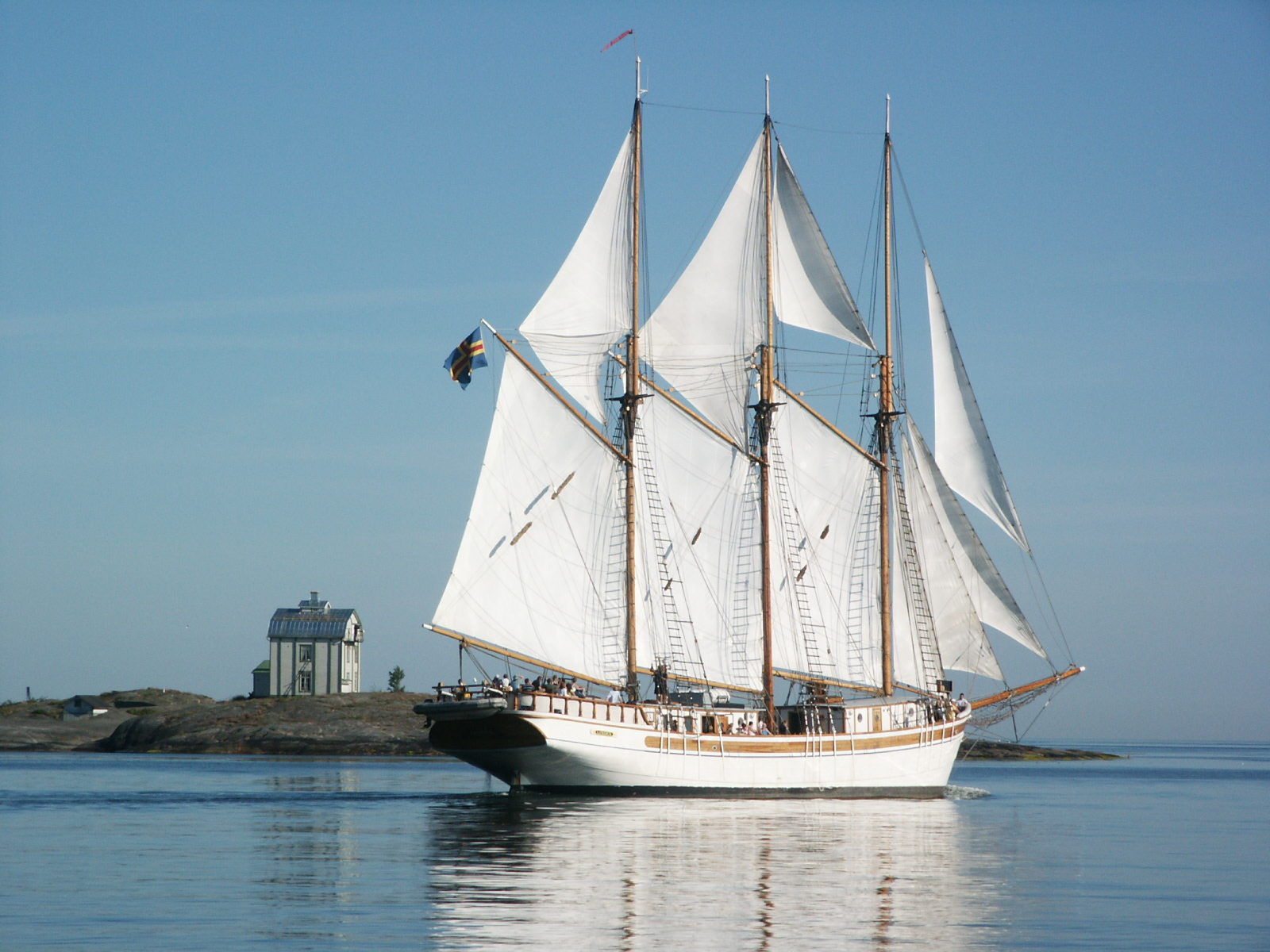
Трищоглова гафельна шхуна «Linden», Марієгамн, Аландські острови

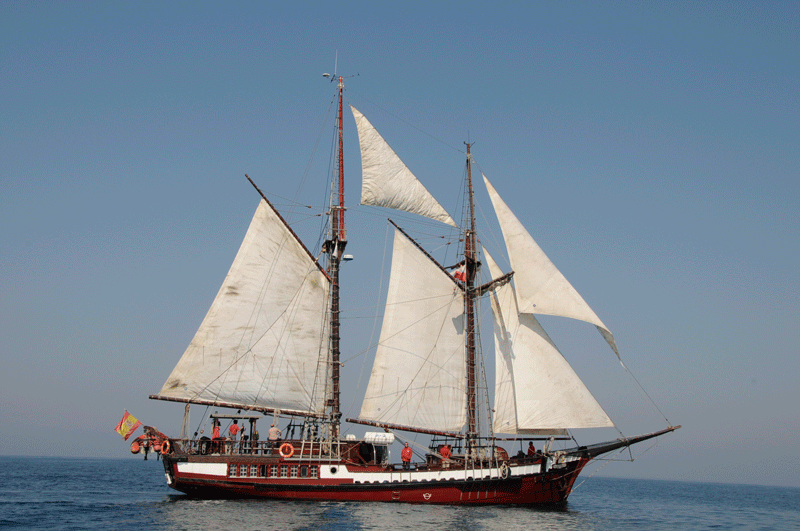
Гафельна шхуна «Атіла»

Шху́на (нід. schoener) — тип вітрильного судна, що має не менше двох щогл із косими вітрилами, коли передня щогла нижча за наступну, або всі щогли однакові.

## Типи шхун
Шхуна має два види оснащення: один для транспортних суден, другий — для яхт. Обидва види мають дві щогли (фок і грот).
За типом вітрильного оснащення шхуни поділяються на гафельні (дво- і більше щоглове судно з гафельним оснащенням), бермудські (з косими, без гафелів, бермудськими вітрилами), стаксельні (замість гафельних вітрил оснащена стакселями), марсельні (окрім гафельного оснащення має марселі на передній щоглі) й брамсельні. Брамсельна шхуна відрізняється від марсельної наявністю брам-стеньги і ще одним додатковим прямим вітрилом — брамселем. Іноді двощоглові марсельні й брамсельні шхуни (особливо з брифоком) можна сплутати з бригантиною. Незалежно від типу косих вітрил (гафельних або бермудських) шхуна може бути і марсельною (брамсельною). Шхуна-барк зветься баркентина, шхуна-бриг — бригантина.
Шхуна-яхта має зазвичай косе оснащення на обох щоглах, але іноді на фок-щоглі несе марсель. Свого часу шхуни-яхти були вельми поширені та займали перші позиції на «Кубку Америки», але за останній час тендери витіснили їх.
Шхуни мають невелику осадку, що дозволяє ходити навіть на мілководді.

## Історія

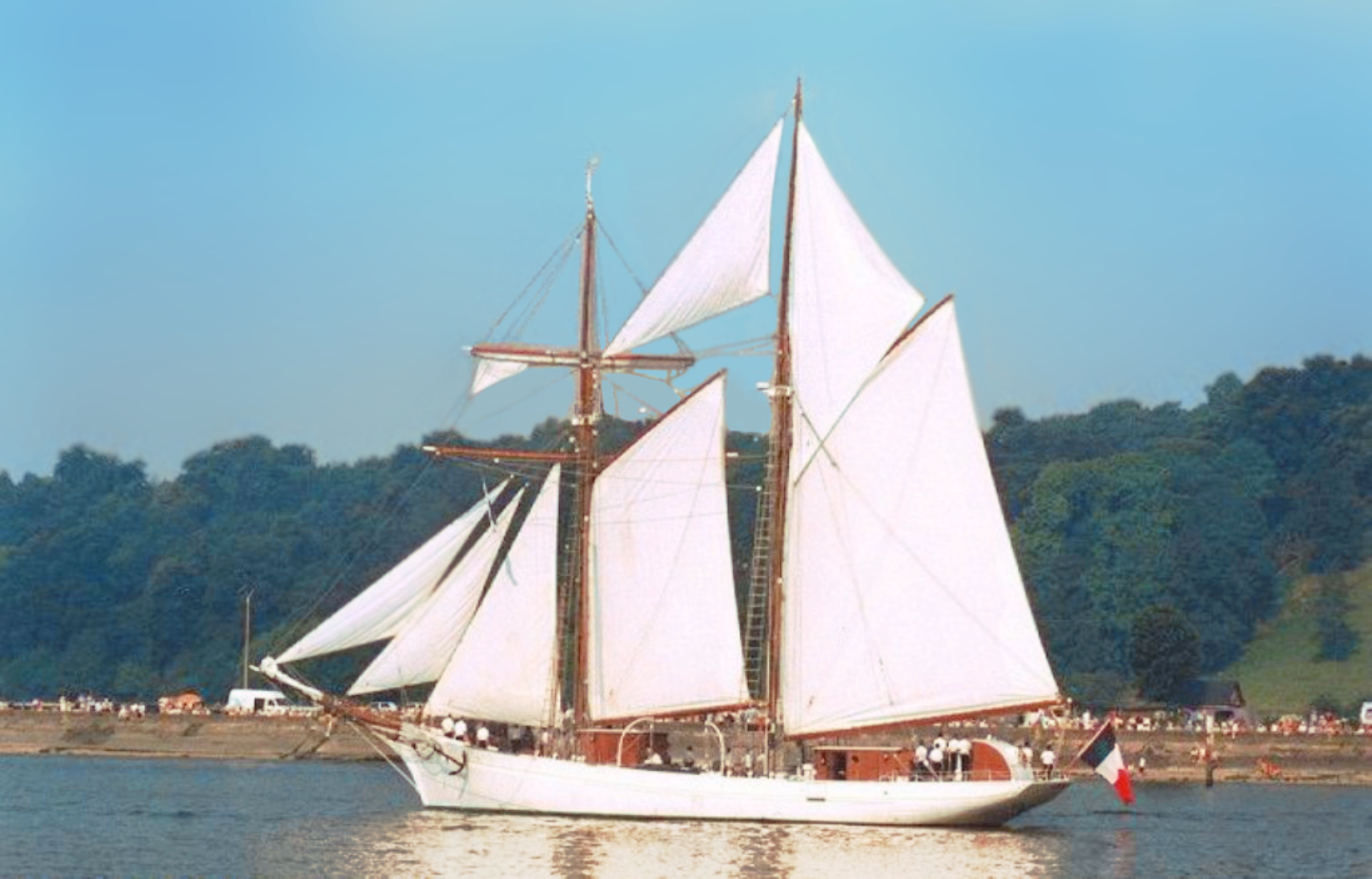
Двощоглова марсельна гафельна шхуна французького флоту Étoile

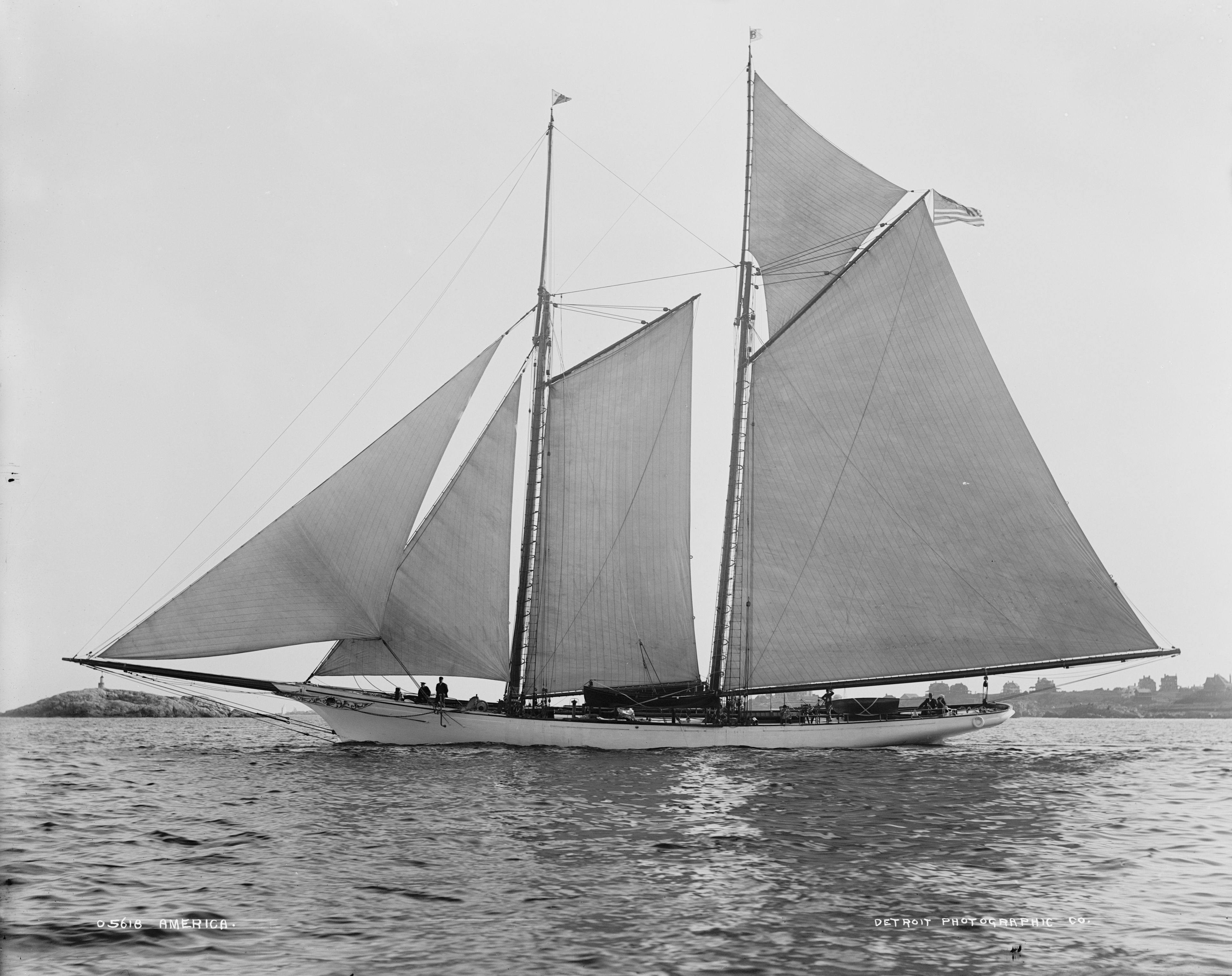
Шхуна «Америка» 1887

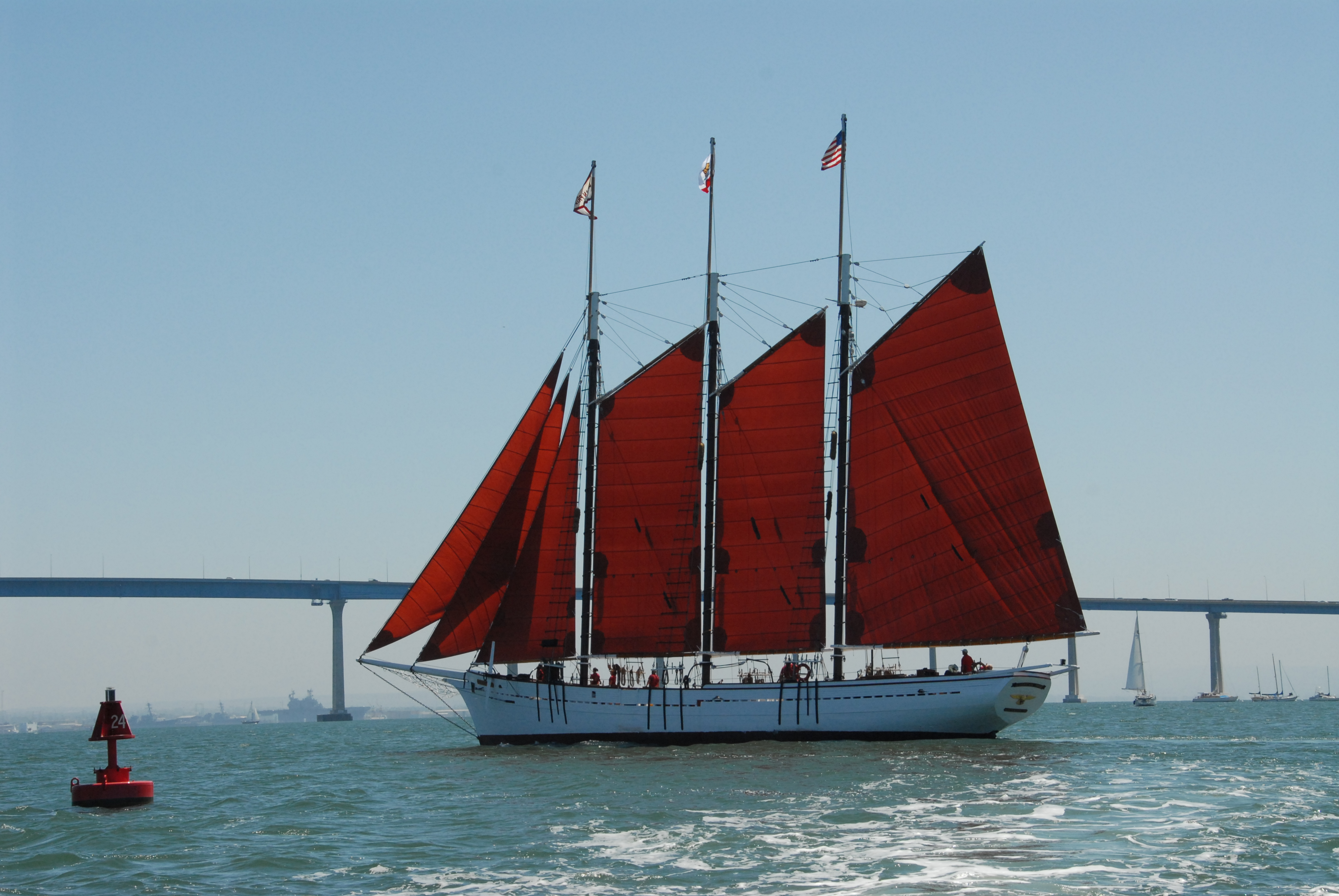
Шхуна American Pride

Перші судна з таким озброєнням з'явилися ще в XVII столітті в Голландії й Англії, але широке застосування шхуни отримали в Америці. Вони мали дві щогли з гафельними вітрилами й застосовувалися для каботажних перевезень. У XVII — XVIII століттях були основними кораблями піратів у Карибському морі. У XVIII — XIX ст. шхуни входили до складу вітрильних флотів як посильні судна і мали до 16 гармат.
Основним типом торговельного вітрильного судна в XV—XVI ст. була шхуна з двома-трьома або більше щоглами і косими вітрилами. Шхуни вважалися найбільш економічними суднами, оскільки з керуванням косим вітрильним оснащенням легко справлялася порівняно невелика команда.
Наприкінці XIX століття конкуренція пароплавів призвела до необхідності скорочення команд суден. Завдяки простоті вітрильного озброєння й легкості управління саме шхуни змогли вистояти у цій боротьбі. Здебільшого будувалися дво- та трищоглові шхуни, рідше — чотирьох-, п'яти- й шестищоглові. Єдину у світі семищоглову шхуну «Томас В. Лоусон» спустили на воду 1902 року в місті Квінсі, Массачусетс (США). «Томас У. Лоусон» призначався для перевезення вугілля. Кожна з семи сталевих щогл висотою 35 м важила 20 т. Їх продовженням були дерев'яні 17-метрові стеньги. Роботу моряків полегшували різні механізми. Шхуна, що не мала двигуна, була оснащена паровою рульовою машиною, паровими лебідками, електричною системою і навіть телефонною мережею.
Після Першої світової війни через брак торгових суден, американці побудували багато дерев'яних шхун найрізноманітніших розмірів, що мають від трьох до п'яти щогл.
Сучасні шхуни мають довжину понад 22-28 м, обладнані також двигуном внутрішнього згоряння, бувають транспортні, промислові, спортивні та навчальні.

## Відомі шхуни
- «Америка» — першою з не англійських яхт виборола британський кубок «Ста гіней» («Кубок Америки»)
- «Фрам» — легендарне норвезьке полярне судно для дослідження Арктики та Антарктики